# トマス・ピット (初代ロンドンデリー伯爵)
初代ロンドンデリー伯爵トマス・ピット（英語: Thomas Pitt, 1st Earl of Londonderry、1688年頃 - 1729年9月12日）は、リーワード諸島総督（在任：1728年 - 1729年）。

## 生涯
マドラス総督トマス・ピットの次男として、1688年頃に生まれた。1713年8月から1727年7月までウィルトン選挙区の庶民院議員を務め、1715年ジャコバイト蜂起ではランカシャーで政府側で従軍した。1719年6月3日にアイルランド王国のロンドンデリー男爵に叙され、翌年7月8日にアイルランド貴族院議員になった。1726年10月8日にはガレン＝リッジウェイ子爵とロンドンデリー伯爵に叙されたが、アイルランド貴族院では男爵議員のままだった。1727年イギリス総選挙ではオールド・サラム選挙区で当選したが、1728年5月にリーワード諸島総督に就任したため庶民院議員を辞した。1729年9月12日にセントキッツ島で死去、ブランドフォードの家族墓地に埋葬された。
アイルランド貴族院とイギリス庶民院の両方で発言の記録がなかったという。

## 家族
1717年3月10日、第4代ロンドンデリー伯爵ロバート・リッジウェイの娘で相続人であるフランシス・リッジウェイと結婚、2男1女をもうけた。
- ルーシー
- トマス（1734年8月24日没） - 第2代ロンドンデリー伯爵。落馬事故により死亡
- リッジウェイ（1722年 - 1765年1月8日） - 第3代ロンドンデリー伯爵。未婚のまま死去